# Ґорсаваутакхаїдраїґодангетоґлетохонпенрінареїрдраїткередіґіон
52°42′05″ пн. ш. 4°03′27″ зх. д. / 52.70139° пн. ш. 4.05750° зх. д.
Ґорсаваутакхаїдраїґодангетоґлетохонпенрінареїрдраїткередіґіон (валл. Gorsafawddacha'idraigodanheddogleddollônpenrhynareurdraethceredigion, [ɡɔrsavauðaχaɪdraɪɡɔdanhɛðɔɡlɛðɔɬoːnpɛnr̥ɪnarɛɨrdraːɨθkɛrɛdɪɡɪɔn]) — альтернативна назва станції Голф-Голт Ферборнської залізниці у Гвінеді на півночі Уельсу.

## Назва

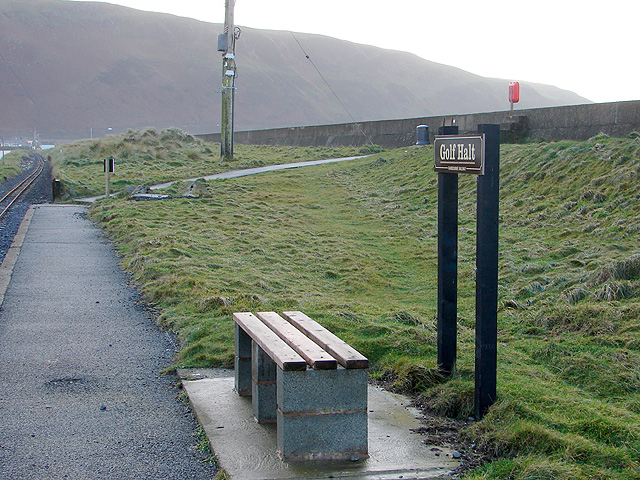
Залізнична станція Голф-Голт

Назву вигадали залізничники як рекламний трюк, метою якого була спроба перевершити назву валлійського села Llanfairpwllgwyngyllgogerychwyrndrobwllllantysiliogogogoch.
Назва означає «Станція Маутакх і її драконові зуби на північній дорозі уздовж мису на золотому пляжі затоки Кардіган».
«Зуби дракона» — протитанкові надовби, які залишилися тут з часів Другої світової війни.
Оскільки станція не змогла «конкурувати» із селом Llanfairpwllgwyngyllgogerychwyrndrobwllllantysiliogogogoch, назва якого залишилася найдовшою в Європі, їй повернули первісну назву «Голф-Голт» у 2007 році (хоча на новому знаку відображаються обидві назви).